# 交響曲第19番 (モーツァルト)
交響曲第19番 変ホ長調 K. 132 は、ヴォルフガング・アマデウス・モーツァルトが作曲した交響曲である。

## 概要
前作、第18番ヘ長調 K. 130に引き続いて、1772年の7月にザルツブルクで作曲されたものである。
2本のオーボエと前作と同じく4本のホルンを用いており、より厚みのある作品となっていることが窺える。なおモーツァルトは第2楽章をもう一種類作曲しており、これはザルツブルクにおける宗教行事の一環として使用されるためとして作曲されたものと推測される。

## 楽器編成
オーボエ2、ホルン4、弦楽。

## 構成
全4楽章の構成で、演奏時間は約24分。
- 第1楽章 アレグロ
変ホ長調、4分の4拍子、ソナタ形式。

冒頭の主題は、後に作曲されるピアノ協奏曲第22番 変ホ長調 K. 482やオーボエ、クラリネット、ホルン、ファゴットと管弦楽のための協奏交響曲と同じ主題である。

- 第2楽章 アンダンテ（異稿ではアンダンティーノ・グラツィオーソ）
変ロ長調、8分の3拍子（異稿では4分の2拍子）、ソナタ形式。
当時の緩徐楽章としては異例の長さで、全151小節、演奏時間は約10分にもなる。冒頭部分の旋律はグレゴリオ聖歌の「クレド」からの引用で、途中からドイツのクリスマス・キャロル「あたしのいとしいヨーゼフ(Joseph, lieber,Joseph mein)」の旋律も引用されている。
- 第3楽章 メヌエット - トリオ
変ホ長調 - ハ短調、4分の3拍子、複合三部形式。
- 第4楽章 アレグロ
変ホ長調、4分の4拍子、ロンド形式。